# Garde écossaise
Guardia Scozzese (francese: Garde écossaise) fu una unità di élite dell'esercito francese composta da mercenari provenienti dalla Scozia.

## Storia
Fu costituita nel 1418 per decisione di Carlo VII. Per secoli ha servito come guardia del corpo personale del re di Francia ed è stata la compagnia da cui hanno poi avuto origine le Garde du Corps. In seguito all'abdicazione di Carlo X la Guardia venne sciolta.